# Dia (Fotografie)

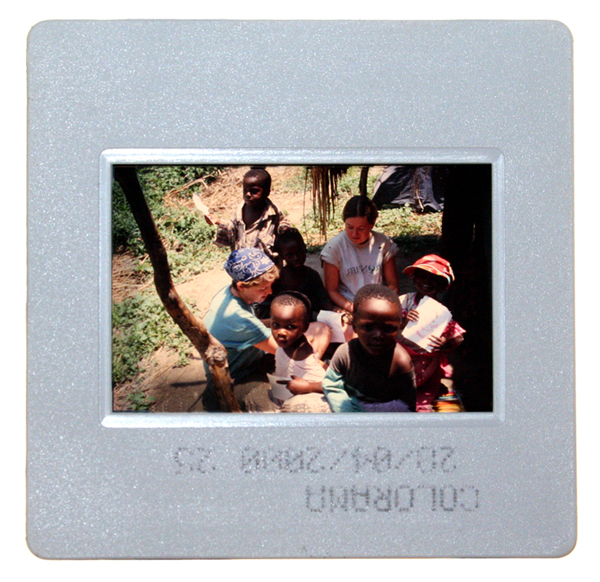
Gerahmtes Einzeldia

Als Diafilm, Diapositivfilm (von altgriechisch δία dia, deutsch ‚durch‘) oder Umkehrfilm bezeichnet man einen fotografischen Film, der nach seiner Entwicklung Grauwerte oder Farben in einer natürlichen Ansicht zeigt. 
Nach der Entwicklung und dem Zerschneiden des Films entstehen einzelne Diapositive, die als Projektionsvorlage oft zur Projektion genutzt werden.
Ein vorführfertiges gerahmtes Durchlichtbild wird als Dia bezeichnet (beim Umkehrfilm Diapositiv als gerahmtes Kleinbild für die diaskopische Projektion in Positivdarstellung, ansonsten Dianegativ als gerahmtes Kleinbild für die diaskopische Projektion in Negativdarstellung). Bei einer Rahmengröße von 5 × 5 cm und einem Bildformat von 24 mm × 36 mm spricht man vom Kleinbild-Dia.
Die Umkehrtechnik wird auch bei Kinefilm eingesetzt, wenn keine Vorführkopien erstellt werden müssen. So wurde im Amateurbereich über lange Zeit fast ausschließlich Umkehrfilm verwendet (Normal 8, Super 8). Eingesetzt wurde er auch für Fernsehreportagen (16-mm-Film) von Beginn des Fernsehens in den 1950ern bis zur Einführung der elektronischen Berichterstattung ab Ende der 1970er. Im Kinobereich wird dagegen mit Negativfilm und Kopien gearbeitet (→ Filmschnitt).

## Blütezeit

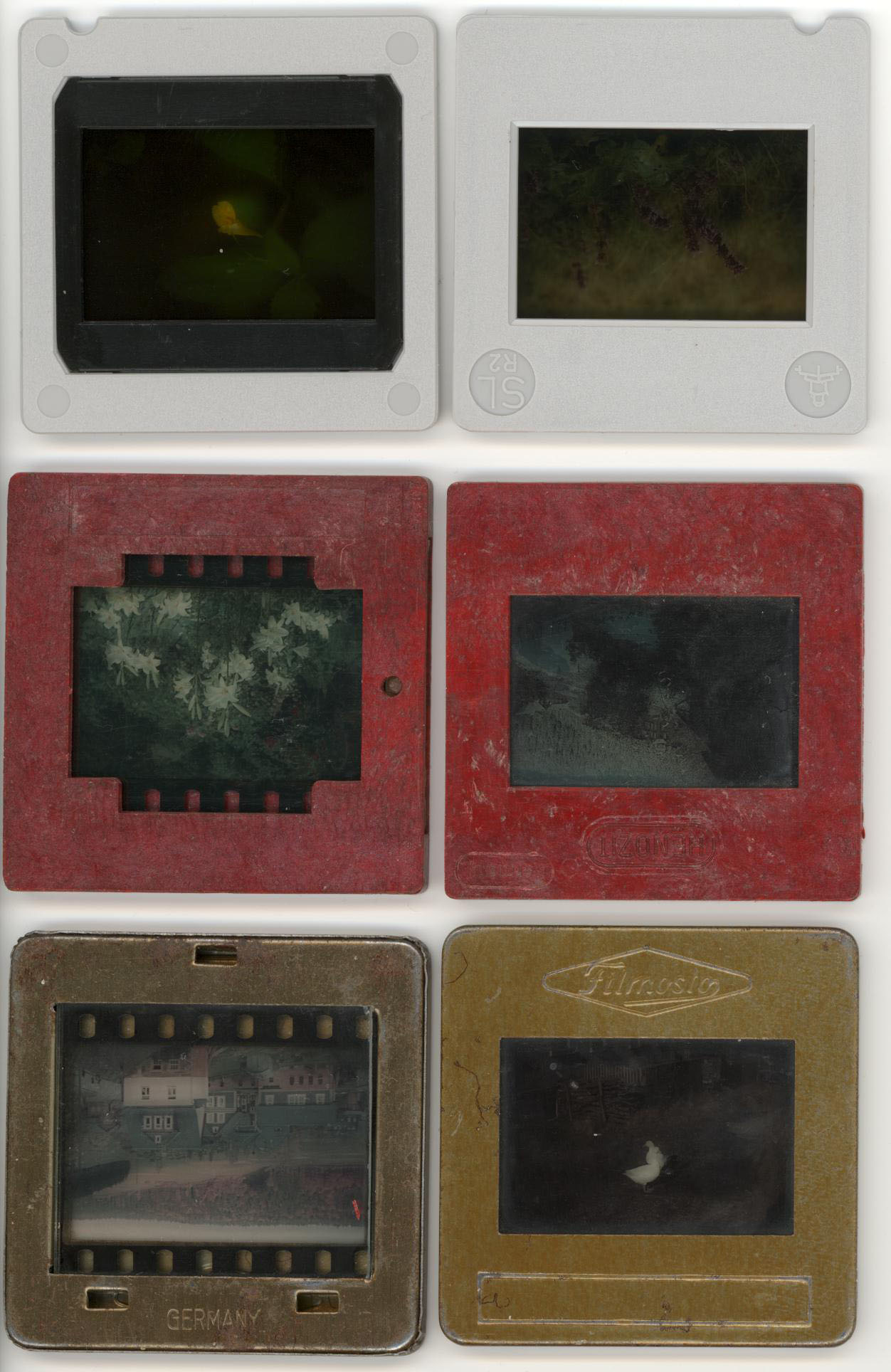
Dias, verschiedene Bauformen: glasloser Kunststoffrahmen (ca. 1985), Kunststoffrahmen mit Glas (1940er Jahre), Metallrahmen mit Glas (1940er Jahre)

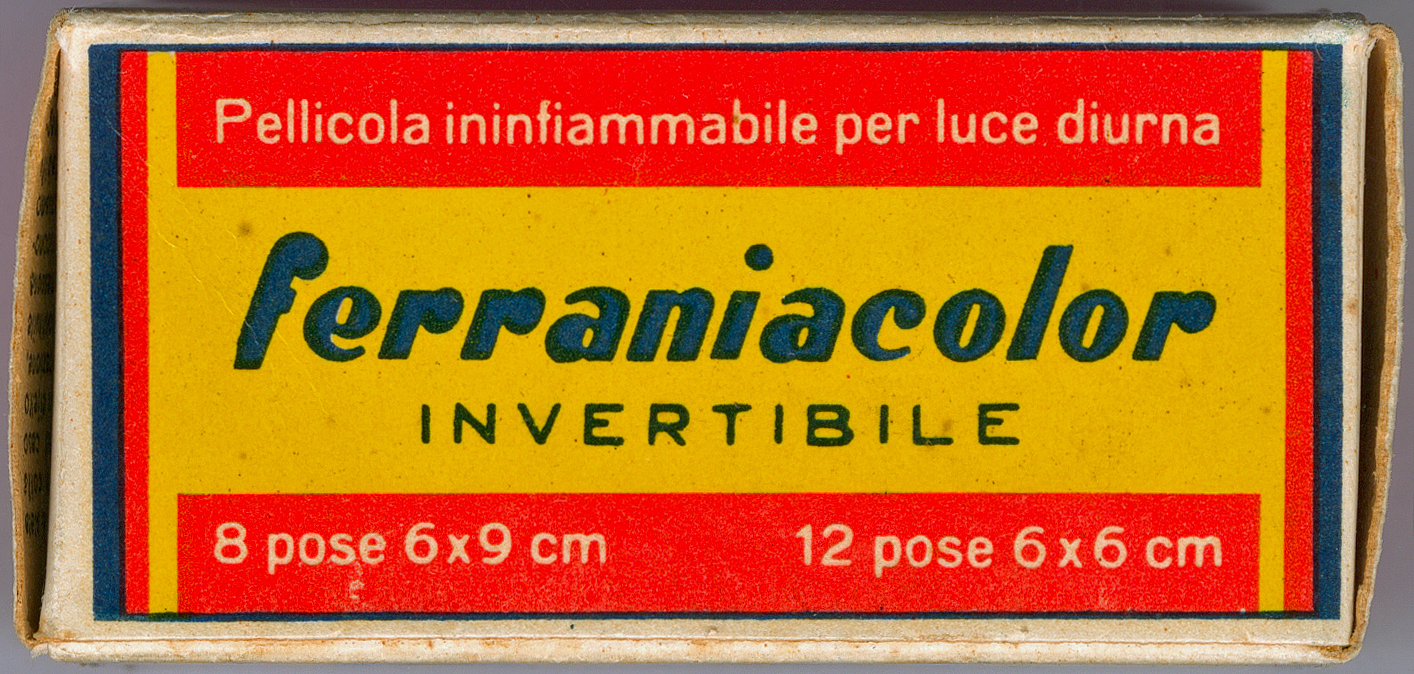
Italienischer Diafilm Ferraniacolor, 1957

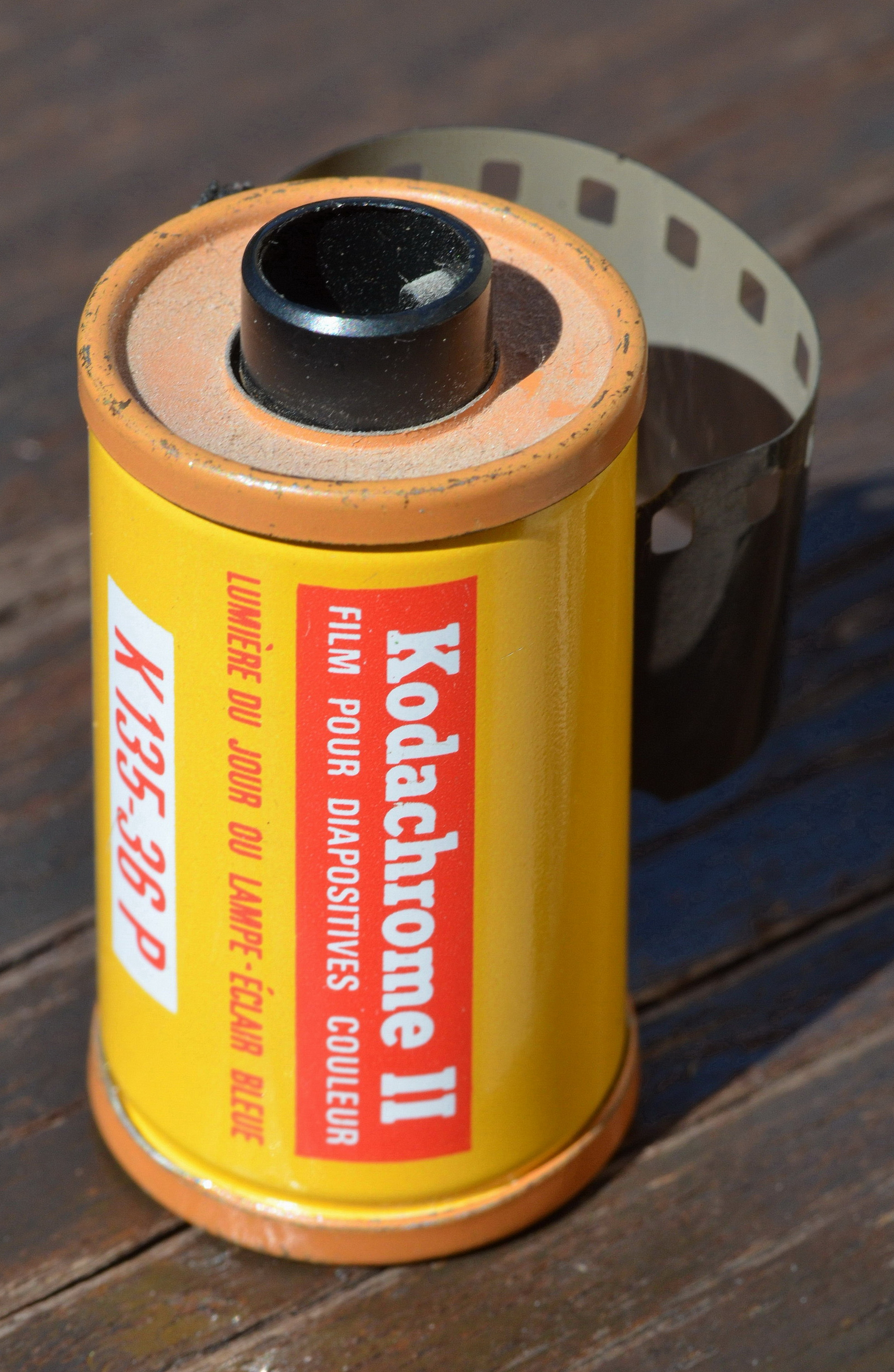
Kodachrome II für Farbdias

In der zweiten Hälfte des 20. Jahrhunderts fanden Umkehrfilme massenhafte Verbreitung. Sie stellten damals für Fotoamateure eine Möglichkeit dar, auf günstige Weise Farbbilder herzustellen. Trotz der Möglichkeit, Farbfotos von Negativen – und in der heutigen Zeit Fotos von digitalen Daten – fertigen zu können, hat sich der Umkehrfilm immer behaupten können. Seine Stärke ist der – gegenüber dem Papierabzug – hohe Kontrastumfang.
Die bevorzugte Präsentationsform von Dias ist die Projektion. Diese Eigenart ist so typisch, dass sie in Form der „Diashow“ (engl. slide show) bei der Computerpräsentation benutzt wird. Von Dias sind auch Papierabzüge möglich, jedoch weist das für die Projektion optimierte Farbdia einen hohen Kontrastumfang auf, der oft nur sehr eingeschränkt auf Papier wiedergegeben werden kann.
Im Jahr 2001 hatten Umkehrfilme an den 187 Millionen verkauften Filmen in Deutschland einen Anteil von 7 %. Die Nachfrage war in den Jahren zuvor jedoch bereits rückläufig.
Das Diapositiv war auch im Kino zu Hause. Lange Jahrzehnte war das Idealformat gebräuchlich auf dem Kinodiaformat 85 mm × 85 mm. Projiziert wurde mit dem gleichen Licht wie für das Laufbild, es gab also Stehbildwerfer mit Kalklicht, Reinkohlen- und Beck-Kohlen-Bogenlampen.

## Filmmaterial und Entwicklung
Schwarzweiß-Umkehrfilme haben eine aus zwei verschiedenen Emulsionen gemischte Bildschicht. Der eine Ansatz ist hochempfindlich, meistens panchromatisch sensibilisiert, der andere unsensibilisiert und geringempfindlich. Bei der Aufnahme der Bilder bleibt das geringempfindliche Silbersalz um etwa das Zehnfache unterbelichtet. Nach Entwicklung eines Negatives aus dem empfindlicheren Silbersalz durch den Erstentwickler wird dieses gebleicht, d. h. in eine lösliche Verbindung übergeführt, und anschließend aus der Bildschicht herausgelöst. Das verbleibende Salz erfährt darauf völlige Durchbelichtung, Schwärzung in einem weiteren Entwicklerbad (Zweit- oder Positiventwickler) und die weitere übliche Behandlung. Die Ergänzung des Negatives ist jetzt ein feinkörniges Positiv.
Farbumkehrfilme sind heute als Mehrschichtfilme aufgebaut, die nach einem chromogenen Verfahren verarbeitet werden. Die grundlegende Entwicklung entspricht dem Schwarzweißumkehrprozess. Der Erstentwickler ist ein kräftig wirkender Schwarzweißentwickler. Er reduziert alle belichteten Silbersalzkristalle zu elementarem Silber. An der weiteren Bildentstehung haben sie keinen Anteil. Die Erstentwicklung wird durch ein Stoppbad abgebrochen, die weitere Verarbeitung erfolgt bei Licht. Bei der folgenden Zwischenbelichtung wird das verbliebene Silbersalz vollständig durchbelichtet. Bei der Farbentwicklung entstehen an den reduzierten Silbersalzkristallen über die Farbkuppler die Farbstoffe. Die oberste, blauempfindliche Schicht kuppelt gelb, die darunterliegende, grünempfindliche, purpur und die unterste, rotempfindliche, blaugrün. Durch die Reduktion sämtlichen Silbers erscheint der Film jetzt nahezu schwarz. Nach der Farbentwicklung folgt das Bleichbad, das sämtliches Silber wieder in lösliche Silbersalze überführt. Das Positivbild wird sichtbar, allerdings ist es durch die Silbersalze noch deutlich zu dicht. Das Fixierbad löst sämtliche Silbersalze aus der Emulsion, übrig bleibt das Farbstoffbild. Farbumkehrfilme werden heute im standardisierten E-6-Prozess entwickelt.
Einen ähnlichen Filmaufbau mit jedoch einer völlig abweichenden Verarbeitung hatte der Kodak-Kodachrome-Umkehrfilm: Die Farbkuppler befanden sich hier nicht in den lichtempfindlichen Schichten. Vielmehr wurden die drei Emulsionsschichten im Laufe der Verarbeitung im K-14-Prozess einzeln einer Umkehrentwicklung unterzogen, wobei sich entsprechende Farbkuppler für die jeweilige Grundfarbe in je einer eigenen Entwicklerlösung befinden. Dieses Verfahren, das in den Grundzügen seit der Einführung 1935 unverändert im Einsatz blieb, ermöglicht besonders dünne lichtempfindliche Schichten, was zu größerer Schärfe führt – jahrzehntelang waren Kodachrome-Umkehrfilme in der Schärfeleistung allen anderen Farbumkehrmaterialien überlegen. Kodachrome-Umkehrfilme konnten aufgrund des komplizierten K-14-Verfahrens de facto nur bei Kodak entwickelt werden. Kodak bot diesen Service bis Ende 2010 an.
In den vergangenen Jahren haben andere Filme aufgeholt. Derzeit (Stand 2020) gelten der Fujichrome Provia 100F (normale Farbabstimmung, extrem neutrale Graubalance) und der Fujichrome Velvia 50/100/100F (farbverstärkt, für die Natur- und Landschaftsfotografie) als die schärfsten und auch feinkörnigsten Umkehrfilme der Welt. Bemerkenswert ist die Feinkörnigkeit, Schärfe und Farbsättigung des Fujichrome Provia 400x (abgekündigt), der anhand dieser Parameter mit den 100-ASA-Emulsionen der späten 1990er Jahre gleichzieht.
Der prinzipielle Aufbau von Umkehrfilmen und Negativfilmen ist gleich. Dadurch ist grundsätzlich auch die Umkehrentwicklung eines Negativfilms bzw. Negativentwicklung eines Umkehrfilms möglich (Crossentwicklung). Die erreichbaren Ergebnisse sind aber eher als „experimentell“ zu bezeichnen. So kann man etwa für spezielle Anwendungen und Effekte einen Farbumkehrfilm auch mit dem C-41-Prozess entwickeln, der eigentlich für Farbnegativfilme gedacht ist. Das Ergebnis sind kontrastreiche Negative mit übermäßig gesättigten Farben. Die Negativentwicklung von Schwarzweiß-Umkehrfilmen dürfte jedoch keine brauchbaren Ergebnisse liefern, da diese Filme wie auch die Farbumkehrfilme zumeist eine aus kolloidalem Silber bestehende Lichthofschutzschicht besitzen, die nur im Bleichbad eines Colorprozesses entfernt wird.
Die meisten Schwarzweißfilme sind Negativfilme, nicht Umkehrfilme. Ausnahmen waren die Schwarzweiß-Umkehrfilme Agfa Scala, Fomapan R und der schon lange nicht mehr produzierte Agfa DD (Dia-Direct). ORWO lieferte als Kinefilm die Emulsionen UP 15, 20 und 27, für fotografische Zwecke als konfektionierter Kleinbildfilm wurde allerdings nur der UP 15 angeboten. Prinzipiell kann man zwar jeden beliebigen Schwarzweiß-Negativfilm durch Umkehrentwicklung zu Dias entwickeln (Crossentwicklung: im SCALA-Prozess, Umkehrentwicklung nach Wehner), gute Ergebnisse erreicht man jedoch nur mit Filmen, die eine farblose Unterlage aufweisen (z. B. Agfa Copex Rapid, ADOX CMS 20 II, Agfa Scala). Schwarzweißfilme für Negative haben in der Regel einen grau eingefärbten Schichtträger (Grey base), der die Entstehung von Lichthöfen verhindert. Mittlerweile gibt es Verfahren zum Herstellen von Schwarzweiß-Dias, die geeigneten Filmen bis zu 800 Linienpaaren je mm Auflösung entlocken können, mithin weit mehr als bei Farbumkehrfilmen.
Diapositive können auch durch Kopieren von Negativen auf Positivfilm erzeugt werden. Dabei sind sowohl Kontaktkopien als auch optische Kopien möglich. In der Kinofilmproduktion wird dieses Verfahren praktisch ausschließlich angewendet. Der Nachteil einer Kontaktkopie ist der unterschiedliche Schichtstand. Bei Umkehrfilmen ist der Schichtträger dem Betrachter (bzw. der Projektionslampe) zugewandt, bei Kontaktkopien die Schichtseite. Diese Lageveränderung des Bildes kann bei der Projektion zu einer veränderten Schärfelage führen, die auch Projektoren mit selbsttätiger Scharfstellung nicht kompensieren können. Umkehr- und Kontaktkopiediapositive sollten daher bei der Projektion nicht gemischt werden. Häufig werden auch optische Kopien so hergestellt. Bei optischen Kopien wirkt sich der Schärfeverlust einer zusätzlichen Kopiergeneration nachteilig aus.

## Diabetrachtung

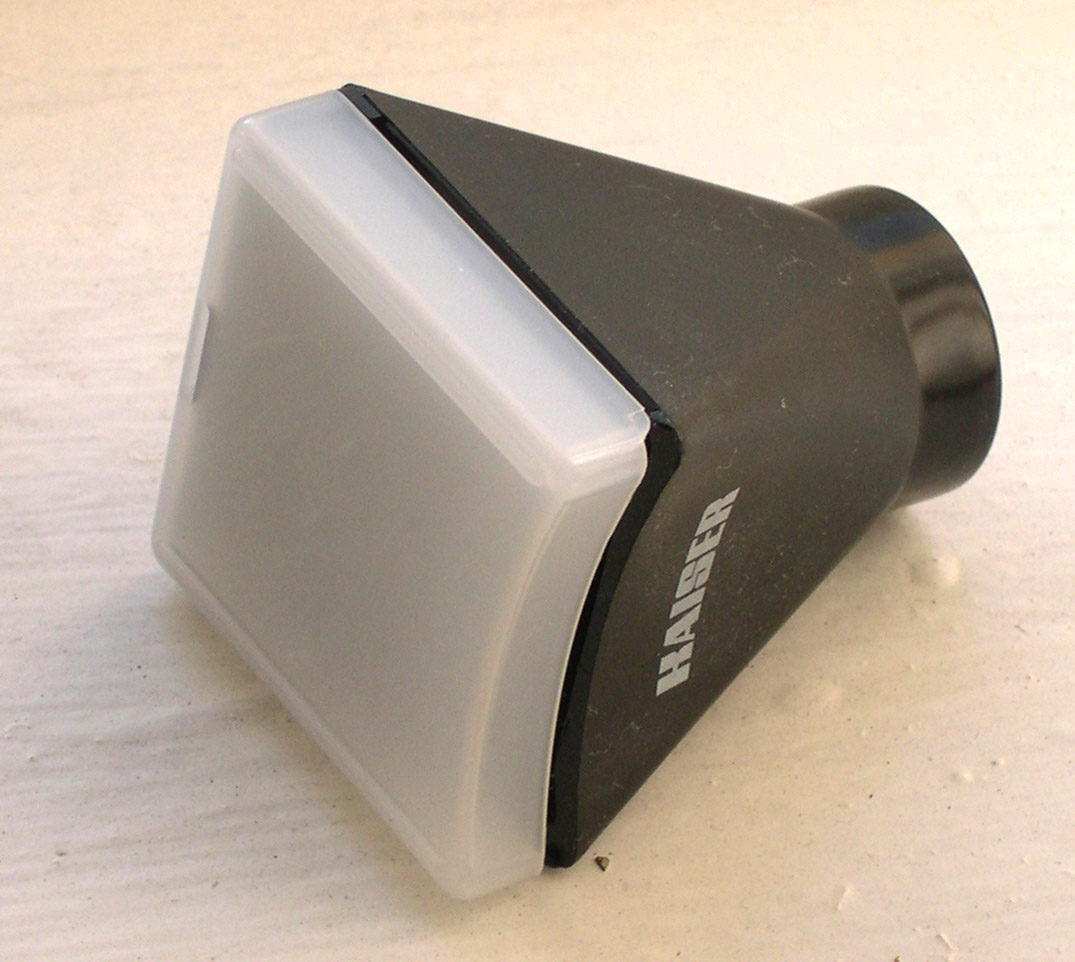
Einfacher Diabetrachter

Die Größe eines Kleinbild-Dias (36 mm × 24 mm) ist zu gering, um es problemlos ohne Hilfsmittel betrachten zu können. Es gibt daher Diabetrachter, bei denen das Dia durch eine Lupe betrachtet wird. Hier wird meist das Umgebungslicht oder eine kleine Glühlampe zur Beleuchtung verwendet. In solchen Betrachtern können meist sowohl die lichtdurchlässigen Flächen (Nutzflächen) gerahmter Dias als auch ungeschnittene Filmstreifen betrachtet werden. Diabetrachter gibt es auch in Versionen als Stereodiabetrachter.
Mit Hilfe von Diaprojektoren können die Dias auf eine Leinwand oder Mattscheibe projiziert werden. In der Regel muss das einzelne Dia dazu gerahmt sein. Auch einige Künstler und Künstlerinnen nutzten für ihre Arbeiten dieses Medium, beispielsweise Nan Goldin und Brigitte Tast.

## Diashow
In den Jahren des Jahrtausendwechsels begann die massenhafte Verbreitung der Digitalfotografie. Damit einhergehend entstand die Möglichkeit, digitale Fotos auf komfortable Art am Computerbildschirm anzusehen; beispielsweise als selbstständig ablaufende Bildfolge. Für diese Art der Bildpräsentation setzte sich der Name „Diashow“ durch. Als Symbol wird oft ein stilisiertes Diapositiv verwendet. Die Stilisierung zeigt meist ein gerahmtes Diapositiv mit innenliegendem Dreieck (= „Wiedergabe“).

## Vor- und Nachteile des Umkehrfilms

### Grundlagen zum Kontrastumfang
Der größte Kontrastunterschied in unserem Alltag existiert zwischen tiefster Nacht und gleißendem Sonnenschein. Man spricht hier von einem großen Kontrastumfang. Es gibt kein Bildsystem, das den kompletten Kontrastumfang der Natur in einem Bild fixieren kann. Daher muss der natürliche Kontrastumfang eines Motivs vor der Bildspeicherung reduziert werden.
Von allen – nichtdigitalen – bildgebenden Methoden besitzt ein Dia den größten Kontrastumfang und die größte Kontrastdifferenzierung.
Ein pauschaler Vergleich mit den digitalen bildgebenden Methoden ist schwierig, da es keine repräsentativen Vergleichstest gibt.

Der komplette Kontrastumfang zwischen hellem Tag und dunkler Nacht kann von keinem Bildsystem dargestellt werden.
Das Dia besitzt den größten Kontrastumfang (Kontrast 1:1000) – der Druck einen der geringsten. Der Druck darf nicht mit einem echten Foto (Kontrast 1:100) verwechselt werden.
Ein pauschaler Vergleich mit den digitalen bildgebenden Methoden ist schwierig, da es keine repräsentativen Vergleichstest gibt.

Die praktischen Vorteile des Umkehrfilms liegen vor allem in der hohen Schärfe und Farbtreue sowie dem großen Tonwertumfang des Diapositivs. Diese Eigenschaften des Umkehrfilms treten in der Projektion klar zu Tage. Die Bildqualität eines projizierten Kleinbilddias besitzt einen hohen Kontrastumfang und -differenzierung.

### Transfer mit Reduzierung des Kontrastumfangs
Die Reduzierung des natürlichen Kontrastumfangs beim Umkehr- und beim Negativfilm ist auf den jeweiligen Verwendungszweck (Projektion oder Foto) abgestimmt. Soll ein Foto (Kontrast 1:100) vom Dia (Kontrast 1:1000) gefertigt werden, muss der Kontrastumfang des Dias deutlich reduziert werden. Dazu existieren verschiedene Technologien:
Umkehrpapier
Das Grundprinzip funktioniert wie der Abzug vom Negativ, nur dass kein normales Fotopapier benutzt wird. Das Ergebnis wirkt etwas flau (weicher Kontrast, geringe Farbsättigung).
Zwischennegativ
Mittels geeigneter Methoden (Kameravorsatz, Kontaktkopie,…) wird das Dia abfotografiert. Es entsteht ein Negativ. Von diesem wird ein normaler Abzug gefertigt. Das Ergebnis ist gut, durch den hohen Arbeitsaufwand aber unökonomisch.
Agfa-Digiprint
Dieses Verfahren wurde in den 1990er Jahren eingeführt. Das Dia wird gescannt, optimiert und anschließend auf normalem Fotopapier ausbelichtet. Die Optimierungssoftware unterdrückt „unwichtige“ Kontrastinformationen, schränkt den Kontrastumfang stark ein und passt den Kontrasteindruck (Härte des Kontrastes, Überbetonung bestimmter Farben, Unscharfmaskierung,…) den regionalen Sehgewohnheiten an. Dazu wird die Software während des laufenden Betriebes trainiert. Das Ergebnis vermittelt bei fachgerechter Softwarekalibrierung (laborabhängig) einen hohen Qualitätseindruck und ist für den Amateurbedarf gut geeignet.
Ilfochrome (früher Cibachrome)
Ilfochrome ist ein spezielles Fotopapier, das ähnlich dem Umkehrpapier angewendet wird. Das Resultat ist aber von deutlich besserer Qualität. Diese Tatsache liegt in drei Eigenschaften begründet: helleres Weiß, dunkleres Schwarz und ein exzellentes Kontrastverhalten.
- Das besondere Weiß und Schwarz sorgen für einen deutlich größeren Kontrastumfang. Dieser liegt zwar immer noch unter dem eines Dias, aber über dem von normalem Fotopapier.
- Das Kontrastverhalten erzeugt einen sehr guten Optimierungseffekt.
- Eine zusätzliche Kompression der Tonwerte kann durch Kontrastmasken erreicht werden. Dabei wird ein Schwarzweißnegativ im Kontaktverfahren so belichtet, dass die spätere Addition mit dem Dia den gewünschten Kontrastumfang ergibt.

Ilfochrome ist ein teures Material und konnte sich daher nie im Massenmarkt durchsetzten.
Digitalisierung (Scannen)
Das ist die jüngste Technologie. Das Grundprinzip ist ähnlich dem des Agfa-Digiprint-Verfahrens. Der Unterschied liegt in zwei Eigenschaften begründet:
- Agfa-Digiprint war ein in sich geschlossenes Verfahren. Es konnte eingangsseitig nur für Dias verwendet werden und ausgangsseitig nur Fotos auf Fotopapier liefern (den Scan auf einem Datenträger abzuspeichern war nicht möglich). Die Digitalisierung ist dagegen ein offenes Verfahren.
- Die Scanner- und Optimierungssoftware ist heutzutage wesentlich ausgereifter und allgegenwärtig; Filmscanner sind auch für den Heimanwender zu moderaten Preisen erhältlich. Technologien wie Multi-Exposure helfen dabei, einen möglichst großen Teil des Kontrastumfanges des Originals zu erhalten.

Die Ausbelichtung digitaler Daten ist heutzutage preisgünstig und hochwertig. Daher setzt sich die Digitalisierung von Dias zur Fertigung von Abzügen immer mehr durch. Unsere Sehgewohnheiten haben sich diesem Umstand angepasst. Zusätzlich können bei der Digitalisierung Staub und Kratzer mithilfe des Infrarotsensors des Scanners erkannt und im digitalen Bild entfernt werden.

### Qualität
Werden qualitativ hochwertige Dias sachgerecht projiziert, kann man einen guten Eindruck von der natürlichen Farbe und Helligkeit während der Aufnahmesituation bekommen. Die Qualität dieses visuellen Eindrucks markiert immer noch einen Qualitätsstandard für andere bildgebende Methoden. Grundsätzlich nimmt die Qualität des Filmmaterials im Laufe der Zeit auf Grund von Umwelteinflüssen allerdings ab. Häufig entstehen verfärbte oder verblasste Bilder. Besonders große Qualitätseinbußen weisen glasgerahmte Dias auf, da beispielsweise Newtonsche Ringe entstehen können.
Im professionellen Bereich – insbesondere wenn die Aufnahmen in Zeitschriften etc. gedruckt werden sollten – wurden Dias bis in die 1990er Jahre benutzt, da ihre Qualität unkomplizierter zu beurteilen war als die von Negativen.
Beispiel: Nach einem Mode-Shooting sollten nicht nur die Bildmotive miteinander verglichen, sondern auch die Darstellungsqualität der Stoff-Farben beurteilt werden. Wurden die Dias nebeneinander auf einen Leuchttisch gelegt, war das unkompliziert. Hätte man stattdessen auf Negativmaterial fotografiert und davon Abzüge hergestellt, wäre nur der Motivvergleich möglich gewesen. Die exakte Einschätzung der Stoff-Farben wäre nicht möglich gewesen (durch die allgegenwärtige Bildoptimierung). Zusätzlich wäre als weiterer Arbeitsschritt das Finden des richtigen Negativs dazugekommen, bei hunderten relativ ähnlicher Motive eine Sisyphusarbeit.
Dazu kommt, dass mit Negativfilm als Original die Einheitlichkeit der Wiedergabe von Farben im Druck schwer zu erreichen und die „Korrektheit“ der gedruckten Farben schwer zu beurteilen war. Das Diapositiv stellte im Vergleich dazu eine klare optische Referenz dar.

### Archivierung

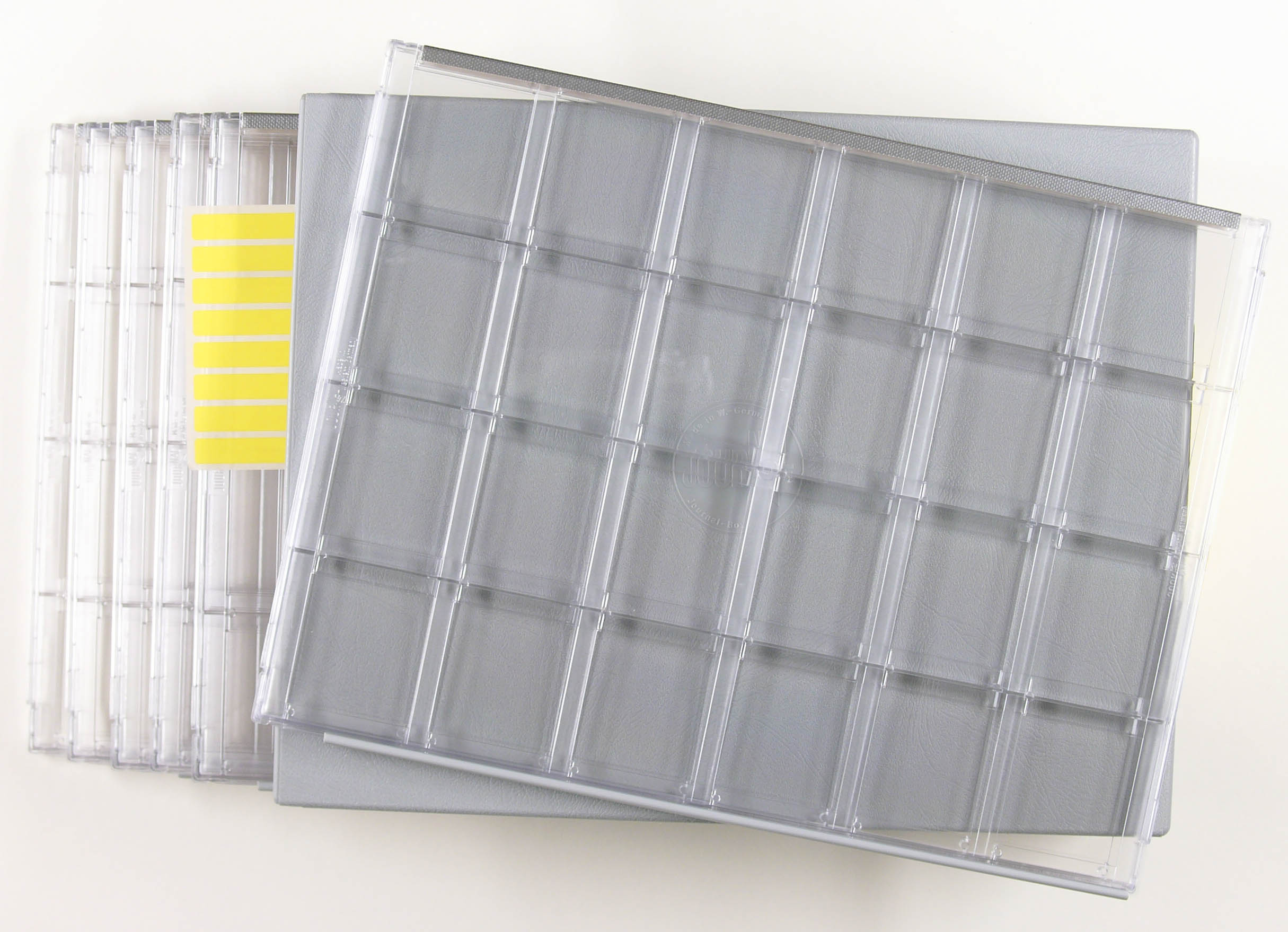
Archiv für Kleinbilddias

Bei den meisten Dias handelt es sich um Unikate; selten werden Dia-Duplikate benutzt. Generell sind Unikate einem vergleichsweise hohen Risiko ausgesetzt, da Beschädigungen durch Staub, Fingerabdrücke, Kratzer, Licht und Feuchtigkeit unumkehrbar sind. Da Diapositive eine Gelatineschicht haben, sind sie, wie alle anderen Fotomaterialien auch, gegen Pilze und Bakterien anfällig (vor allem auch hinter glasgerahmten Bildern). So können sich im Verlauf von Jahren Löcher und Schimmel bilden, das Dia wird zerstört.
Es besteht die Möglichkeit, Dias zu duplizieren oder zu digitalisieren. Probleme dabei:
- Die Dia-Duplikation ist ein analoges Verfahren, also immer mit Qualitätsverlusten verbunden.
- Werden hochwertige Dias mit möglichst allen Informationen gescannt, können schnell Dateigrößen von einigen hundert Megabyte (bei 16 bit Farbtiefe) entstehen. Schwierig ist auch, eine passende bildgebende Methode zur Darstellung dieser Datenmassen (Kontrastumfang, Kontrastdifferenzierung, Farbumfang) zu finden. Mit Fortschreiten der Computertechnik ist es aber auch für Heimanwender mittlerweile möglich, Diascanner zu benutzen, um ein digitales Archiv der eigenen Dia-Sammlung anzulegen. Alternativ können Dias auch bei zahlreichen Dienstleistern zur Digitalisierung in Auftrag gegeben werden.

## Heutiger Markt für Umkehrfilme

### Farbumkehrfilme
Alle Hersteller von chemischen Fotomaterialien litten seit 2001 durch den Nachfragerückgang zugunsten der digitalen Fotografie. Von den ehemals drei großen Umkehrfilmherstellern Kodak, Agfa und Fuji konnte nur die japanische Fuji ihr Geschäftsmodell erfolgreich umstrukturieren. Weitere Hersteller waren ORWO, Konica, Foma und Ferrania.
Agfa-Gevaert gliederte im November 2004 die Film- und Fotopapiersparte in die AgfaPhoto aus, die im Mai 2005 Insolvenz anmeldete. Die von der Insolvenz nicht betroffene AgfaPhoto Holding GmbH ist seitdem als Lizenzgeber von Handelsmarken tätig, nicht als Hersteller. Damit gibt es aus eigener Herstellung bereits seit 2005 keine Agfachrome-Umkehrfilme mehr.
Im März 2007 stellte die japanische Firma Konica Minolta die Herstellung von fotochemischen Filmen und Papieren komplett ein. Damit verschwanden die Konica-Umkehrfilme (Konica Chrome, Konica Sinbi) vom Markt.
Die italienische Firma Ferrania (bis 1996 zum 3M-Konzern gehörend) beendete die Film- und Fotoproduktion (z. B. Solaris-Umkehrfilme sowie viele Handelsmarken) 2011, der Konkurs wurde bereits im Jahr 2004 eingeleitet.
Kodak stellte den berühmten Kodachrome-Umkehrfilm wegen sinkender Nachfrage und des hohen Kostenaufwandes im Juni 2009 ein. Im Januar 2012 stellte Kodak einen Insolvenzantrag, gefolgt von der Einstellung der Produktion aller restlichen Kodak-Umkehrfilme (Ektachrome, Elite Chrome) im März 2012.
Damit war bis 2017 nur noch die Fujifilm-Corporation als Hersteller von Farbumkehrfilmen tätig. Im Juli 2012 wurde das Fuji-Umkehrfilmsortiment deutlich verkleinert (Fujichrome Velvia und Fujichrome Provia).
Kodak Alaris brachte 2018 den „Ektachrome E100“, eine Neuauflage des Ektachrome-Farbumkehrfilms, auf den Markt.

### Schwarzweißumkehrfilme
Ein Schwarzweißumkehrfilm des tschechischen Herstellers Foma ist unter dem Namen Fomapan erhältlich. Von ORWO wird ein Aufnahmefilm (UN 54) angeboten, welcher als Negativ- oder Positivfilm entwickelt werden kann. Die 2006 gegründete Firma Fotoimpex hat mit der Marke Adox inzwischen (Stand 2020) fünf verschiedene Schwarzweiß-Filme im Angebot, die im Scala-Prozess als Diapositiv entwickelt werden können (SCALA 50 BW, SCALA 160 BW, HR50, SILVERMAX, CMS 20 II). Neben den Filmen von Adox sind auch noch Filme der Marke Ilford am Markt, die für diesen Prozess grundsätzlich geeignet sind.